# Corta Sierra Bullones
La Corta Sierra Bullones es un yacimiento minero español situado en la zona de Tharsis, dentro del término municipal de Alosno, en la provincia de Huelva, comunidad autónoma de Andalucía. La explotación estuvo activa entre finales del siglo XIX y mediados del XX, aunque a día de hoy se encuentra inactivo. Actualmente la corta tiene unas dimensiones de 500 metros de longitud, 300 metros de anchura y 140 metros de profundidad.
Desde 2014 está inscrita en el Catálogo General del Patrimonio Histórico Andaluz y cuenta con la catalogación de Bien de Interés Cultural.

## Historia
Las labores extractivas en este yacimiento comenzaron a mediados del siglo XIX, en un principio con trabajos de minería interior. Sin embargo, la gran cantidad de material sin explotar llevaría, en 1879, a iniciar su explotación a cielo abierto. Sierra Bullones se encontraba situada a 250 metros al oeste del Filón Norte. Los principales trabajos se dieron con la británica Tharsis Sulphur and Copper Company Limited, propietaria de la mayoría de minas en la comarca. A raíz del avance de las labores mineras que se llevaban a cabo en Sierra Bullones, en 1913 se derribó una parte del antiguo poblado de Tharsis. La extracción de mineral se mantuvo hasta 1968, realizándose a partir de ese momento (y hasta el año 2000) labores de bombeo y mantenimiento.
Debido a ello, tras el abandono de las minas la corta ha venido inundándose de forma progresiva.